# Bolat Niyazymbetov
Bolat Kenesbekuly Niyazymbetov (en kazajo: Болат Кеңесбекұлы Ниязымбетов; Taraz, URSS, 19 de septiembre de 1972) es un deportista kazajo que compitió en boxeo. Participó en los Juegos Olímpicos de Atlanta 1996, obteniendo una medalla de bronce en el peso superligero.

## Palmarés internacional
| Juegos Olímpicos | Juegos Olímpicos         | Juegos Olímpicos  | Juegos Olímpicos |
| Año              | Lugar                    | Medalla           | Categoría        |
| ---------------- | ------------------------ | ----------------- | ---------------- |
| 1996             | Atlanta (Estados Unidos) | Medalla de bronce | 63,5 kg          |